# Fletxa Valona 2023
La Fletxa Valona 2023, 87a edició de la Fletxa Valona, es va disputar el dimecres 19 d'abril de 2023, entre Herve i el Mur de Huy, sobre un recorregut de 194,2 kilòmetres. La cursa formava part de l'UCI World Tour 2023.
La cursa fou guanyada per l'eslovè Tadej Pogačar (UAE Team Emirates), que s'imposà en els darrers metres d'ascensió al mur de Huy al danès Mattias Skjelmose Jensen (Trek-Segafredo) i al basc Mikel Landa (Bahrain Victorious), segon i tercer respectivament.

## Recorregut
La cursa presenta un recorregut de 194,2 quilòmetres, amb l'ascensió a 11 cotes, la darrera d'elles el tradicional Mur de Huy.
| Núm. | Nom                 | Longitud (m) | Pendent mitjà | Km    | Km a meta |
| ---- | ------------------- | ------------ | ------------- | ----- | --------- |
| 1    | Cota de Trasenster  | 3.300        | 4,9 %         | 30,3  | 163,9     |
| 2    | Cota des Forges     | 1.300        | 7,8 %         | 39    | 155,2     |
| 3    | Cota d'Ereffe       | 2.200        | 5,6 %         | 101,3 | 92,9      |
| 4    | Cota de Cherave     | 1.300        | 8,1 %         | 114,1 | 80,1      |
| 5    | Mur de Huy (1r pas) | 1.300        | 10,2 %        | 119,7 | 74,5      |
| 6    | Cota d'Ereffe       | 2.200        | 5,6 %         | 138,6 | 55,6      |
| 7    | Cota de Cherave     | 1.300        | 8,1 %         | 151,4 | 42,8      |
| 8    | Mur de Huy (2n pas) | 1.300        | 10,2 %        | 157   | 37,2      |
| 9    | Cota d'Ereffe       | 2.200        | 5,6 %         | 175.8 | 18,4      |
| 10   | Cota de Cherave     | 1.300        | 8,1 %         | 188,6 | 5,6       |
| 11   | Mur de Huy (3r pas) | 1.300        | 10,2 %        | 194,2 | 0         |

## Equips participants
En ser la Fletxa Valona una prova de l'UCI World Tour, els 18 equips WorldTeam són automàticament convidats i obligats a prendre-hi part. A banda set equips són convidats a prendre-hi part.
| WorldTeams (18)- AG2R Citroën Team - Alpecin-Deceuninck - Astana Qazaqstan Team - Bahrain Victorious - Bora-Hansgrohe - Cofidis - EF Education-EasyPost - Groupama-FDJ - Ineos Grenadiers - Intermarché-Circus-Wanty - Jumbo-Visma - Movistar Team - Soudal Quick-Step - Arkéa-Samsic - Team DSM - Team Jayco AlUla - Trek-Segafredo - UAE Team Emirates ProTeams (7)- Bingoal WB - Burgos-BH - Equipo Kern Pharma - Israel-Premier Tech - Lotto Dstny - TotalEnergies - Uno-X Pro Cycling Team |
| |

## Classificació final
| \| Classificació general \| Classificació general \| Classificació general \| Classificació general \| Classificació general \| \| Corredor \| Corredor \| Equip \| Temps \| \| \| --------------------- \| -------------------------- \| ---------------------- \| --------------------- \| --------------------- \| \| 1r \| Tadej Pogačar \| UAE Team Emirates \| 4h 27' 53" \| \| \| 2n \| Mattias Skjelmose \| Trek-Segafredo \| + 0" \| \| \| 3r \| Mikel Landa Meana \| Bahrain Victorious \| + 0" \| \| \| 4t \| Michael Woods \| Israel-Premier Tech \| + 3" \| \| \| 5è \| Giulio Ciccone \| Trek-Segafredo \| + 3" \| \| \| 6è \| Victor Lafay \| Cofidis \| + 3" \| \| \| 7è \| Tiesj Benoot \| Jumbo-Visma \| + 3" \| \| \| 8è \| Maxim Van Gils \| Lotto Dstny \| + 3" \| \| \| 9è \| Romain Bardet \| Team DSM \| + 3" \| \| \| 10è \| Warren Barguil \| Arkéa-Samsic \| + 3" \| \| \| 11è \| Attila Valter \| Jumbo-Visma \| + 3" \| \| \| 12è \| Roger Adrià Oliveras \| Equipo Kern Pharma \| + 9" \| \| \| 13è \| Alexander Aranburu Deba \| Movistar Team \| + 10" \| \| \| 14è \| Ilan Van Wilder \| Soudal Quick-Step \| + 10" \| \| \| 15è \| Tobias Halland Johannessen \| Uno-X Pro Cycling Team \| + 10" \| \| |                            |                        |            |
| |                            |                        |            |
| Font: ProCyclingStats |                            |                        |            |
| Classificació general |                            |                        |            |
| Corredor | Corredor                   | Equip                  | Temps      |
| 1r | Tadej Pogačar              | UAE Team Emirates      | 4h 27' 53" |
| 2n | Mattias Skjelmose          | Trek-Segafredo         | + 0"       |
| 3r | Mikel Landa Meana          | Bahrain Victorious     | + 0"       |
| 4t | Michael Woods              | Israel-Premier Tech    | + 3"       |
| 5è | Giulio Ciccone             | Trek-Segafredo         | + 3"       |
| 6è | Victor Lafay               | Cofidis                | + 3"       |
| 7è | Tiesj Benoot               | Jumbo-Visma            | + 3"       |
| 8è | Maxim Van Gils             | Lotto Dstny            | + 3"       |
| 9è | Romain Bardet              | Team DSM               | + 3"       |
| 10è | Warren Barguil             | Arkéa-Samsic           | + 3"       |
| 11è | Attila Valter              | Jumbo-Visma            | + 3"       |
| 12è | Roger Adrià Oliveras       | Equipo Kern Pharma     | + 9"       |
| 13è | Alexander Aranburu Deba    | Movistar Team          | + 10"      |
| 14è | Ilan Van Wilder            | Soudal Quick-Step      | + 10"      |
| 15è | Tobias Halland Johannessen | Uno-X Pro Cycling Team | + 10"      |

## Llista de participants
| Israel-Premier Tech IPT | Israel-Premier Tech IPT | Israel-Premier Tech IPT |
| ----------------------- | ----------------------- | ----------------------- |
| Núm                     | Ciclista                | Pos                     |
| 1                       | Michael Woods (CAN)     | 4t                      |
| 2                       | Guillaume Boivin (CAN)  | 131è                    |
| 3                       | Simon Clarke (AUS)      | 82è                     |
| 4                       | Hugo Houle (CAN)        | DNF                     |
| 5                       | Daryl Impey (RSA)       | 129è                    |
| 6                       | Krists Neilands (LAT)   | 139è                    |
| 7                       | Nick Schultz (AUS)      | 110è                    |

| Movistar Team MOV | Movistar Team MOV               | Movistar Team MOV |
| ----------------- | ------------------------------- | ----------------- |
| Núm               | Ciclista                        | Pos               |
| 11                | Enric Mas Nicolau (ESP)         | 17è               |
| 12                | Ruben Guerreiro (POR)           | 30è               |
| 13                | Alexander Aranburu Deba (ESP)   | 13è               |
| 14                | Jorge Arcas (ESP)               | 89è               |
| 15                | Gorka Izagirre Insausti (ESP)   | 85è               |
| 16                | José Joaquín Rojas Gil (ESP)    | 127è              |
| 17                | Gonzalo Serrano Rodríguez (ESP) | 52è               |

| Bora-Hansgrohe BOH | Bora-Hansgrohe BOH          | Bora-Hansgrohe BOH |
| ------------------ | --------------------------- | ------------------ |
| Núm                | Ciclista                    | Pos                |
| 21                 | Sergio Higuita García (COL) | 77è                |
| 22                 | Giovanni Aleotti (ITA)      | 92è                |
| 23                 | Nico Denz (GER)             | 67è                |
| 24                 | Patrick Gamper (AUT)        | 136è               |
| 25                 | Jai Hindley (AUS)           | NP                 |
| 26                 | Ide Schelling (NED)         | DNF                |
| 27                 | Ben Zwiehoff (GER)          | 117è               |

| Soudal Quick-Step SOQ | Soudal Quick-Step SOQ | Soudal Quick-Step SOQ |
| --------------------- | --------------------- | --------------------- |
| Núm                   | Ciclista              | Pos                   |
| 31                    | Andrea Bagioli (ITA)  | 38è                   |
| 32                    | Dries Devenyns (BEL)  | 102è                  |
| 33                    | James Knox (GBR)      | 40è                   |
| 34                    | Mauro Schmid (SUI)    | 16è                   |
| 35                    | Pieter Serry (BEL)    | 57è                   |
| 36                    | Ilan Van Wilder (BEL) | 14è                   |
| 37                    | Louis Vervaeke (BEL)  | 74è                   |

| Lotto Dstny LTD | Lotto Dstny LTD               | Lotto Dstny LTD |
| --------------- | ----------------------------- | --------------- |
| Núm             | Ciclista                      | Pos             |
| 41              | Maxim Van Gils (BEL)          | 8è              |
| 42              | Pascal Eenkhoorn (NED) (ruta) | 121è            |
| 43              | Andreas Kron (DEN)            | 101è            |
| 44              | Sylvain Moniquet (BEL)        | 50è             |
| 45              | Mathijs Paasschens (NED)      | 100è            |
| 46              | Harry Sweeny (AUS)            | 123è            |
| 47              | Lennert Van Eetvelt (BEL)     | 22è             |

| Ineos Grenadiers IGD | Ineos Grenadiers IGD        | Ineos Grenadiers IGD |
| -------------------- | --------------------------- | -------------------- |
| Núm                  | Ciclista                    | Pos                  |
| 51                   | Thomas Pidcock (GBR)        | 18è                  |
| 52                   | Omar Fraile Matarranz (ESP) | 83è                  |
| 53                   | Michał Kwiatkowski (POL)    | 115è                 |
| 54                   | Magnus Sheffield (USA)      | 58è                  |
| 55                   | Connor Swift (GBR)          | 134è                 |
| 56                   | Joshua Tarling (GBR)        | DNF                  |
| 57                   | Cameron Wurf (AUS)          | DNF                  |

| Bahrain Victorious TBV | Bahrain Victorious TBV              | Bahrain Victorious TBV |
| ---------------------- | ----------------------------------- | ---------------------- |
| Núm                    | Ciclista                            | Pos                    |
| 61                     | Mikel Landa Meana (ESP)             | 3r                     |
| 62                     | Peio Bilbao López de Armentia (ESP) | 91è                    |
| 63                     | Filip Maciejuk (POL)                | DNF                    |
| 64                     | Gino Mäder (SUI)                    | 34è                    |
| 65                     | Fran Miholjević (CRO)               | DNF                    |
| 66                     | Matej Mohorič (SLO)                 | 23è                    |
| 67                     | Wout Poels (NED)                    | 47è                    |

| EF Education-EasyPost EFE | EF Education-EasyPost EFE         | EF Education-EasyPost EFE |
| ------------------------- | --------------------------------- | ------------------------- |
| Núm                       | Ciclista                          | Pos                       |
| 71                        | Ben Healy (IRL)                   | 32è                       |
| 72                        | Andrey Amador Bikkazakova (CRC)   | 135è                      |
| 73                        | Esteban Chaves Rubio (COL) (ruta) | 20è                       |
| 74                        | Andrea Piccolo (ITA)              | 109è                      |
| 75                        | Neilson Powless (USA)             | DNF                       |
| 76                        | Sean Quinn (USA)                  | 114è                      |
| 77                        | James Shaw (GBR)                  | DNF                       |

| Groupama-FDJ GFC | Groupama-FDJ GFC        | Groupama-FDJ GFC |
| ---------------- | ----------------------- | ---------------- |
| Núm              | Ciclista                | Pos              |
| 81               | David Gaudu (FRA)       | DNF              |
| 82               | Kevin Geniets (LUX)     | 124è             |
| 83               | Mathieu Ladagnous (FRA) | DNF              |
| 84               | Valentin Madouas (FRA)  | 24è              |
| 85               | Rudy Molard (FRA)       | 37è              |
| 86               | Quentin Pacher (FRA)    | 46è              |
| 87               | Lars van den Berg (NED) | 73è              |

| Arkéa-Samsic ARK | Arkéa-Samsic ARK          | Arkéa-Samsic ARK |
| ---------------- | ------------------------- | ---------------- |
| Núm              | Ciclista                  | Pos              |
| 91               | Warren Barguil (FRA)      | 10è              |
| 92               | Louis Barré (FRA)         | 48è              |
| 93               | Clément Champoussin (FRA) | 69è              |
| 94               | Anthony Delaplace (FRA)   | 95è              |
| 95               | Simon Guglielmi (FRA)     | 72è              |
| 96               | Mathis Le Berre (FRA)     | 107è             |
| 97               | Łukasz Owsian (POL)       | 106è             |

| TotalEnergies TEN | TotalEnergies TEN        | TotalEnergies TEN |
| ----------------- | ------------------------ | ----------------- |
| Núm               | Ciclista                 | Pos               |
| 101               | Fabien Grellier (FRA)    | 130è              |
| 102               | Thomas Bonnet (FRA)      | 68è               |
| 103               | Mathieu Burgaudeau (FRA) | 28è               |
| 104               | Valentin Ferron (FRA)    | 51è               |
| 105               | Alan Jousseaume (FRA)    | 61è               |
| 106               | Paul Ourselin (FRA)      | 65è               |
| 107               | Mattéo Vercher (FRA)     | 145è              |

| Jumbo-Visma TJV | Jumbo-Visma TJV            | Jumbo-Visma TJV |
| --------------- | -------------------------- | --------------- |
| Núm             | Ciclista                   | Pos             |
| 111             | Tiesj Benoot (BEL)         | 7è              |
| 112             | Lennard Hofstede (NED)     | DNF             |
| 113             | Gijs Leemreize (NED)       | 122è            |
| 114             | Sam Oomen (NED)            | 59è             |
| 115             | Attila Valter (HUN) (ruta) | 11è             |
| 116             | Tosh Van der Sande (BEL)   | 99è             |
| 117             | Jos van Emden (NED)        | 90è             |

| UAE Team Emirates UAD | UAE Team Emirates UAD            | UAE Team Emirates UAD |
| --------------------- | -------------------------------- | --------------------- |
| Núm                   | Ciclista                         | Pos                   |
| 121                   | Tadej Pogačar (SLO)              | 1r                    |
| 122                   | George Bennett (NZL)             | 112è                  |
| 123                   | Felix Großschartner (AUT) (ruta) | 119è                  |
| 124                   | Marc Hirschi (SUI)               | 80è                   |
| 125                   | Vegard Stake Laengen (NOR)       | DNF                   |
| 126                   | Diego Ulissi (ITA)               | 71è                   |
| 127                   | Michael Vink (NZL)               | DNF                   |

| AG2R Citroën Team ACT | AG2R Citroën Team ACT   | AG2R Citroën Team ACT |
| --------------------- | ----------------------- | --------------------- |
| Núm                   | Ciclista                | Pos                   |
| 131                   | Benoît Cosnefroy (FRA)  | NP                    |
| 132                   | Alex Baudin (FRA)       | 29è                   |
| 133                   | Mikaël Cherel (FRA)     | 43è                   |
| 134                   | Lawrence Naesen (BEL)   | DNF                   |
| 135                   | Michael Schär (SUI)     | 118è                  |
| 136                   | Bastien Tronchon (FRA)  | 78è                   |
| 137                   | Lawrence Warbasse (USA) | 53è                   |

| Team Jayco AlUla JAY | Team Jayco AlUla JAY   | Team Jayco AlUla JAY |
| -------------------- | ---------------------- | -------------------- |
| Núm                  | Ciclista               | Pos                  |
| 141                  | Lawson Craddock (USA)  | 113è                 |
| 142                  | Alexandre Balmer (SUI) | 56è                  |
| 143                  | Kevin Colleoni (ITA)   | 138è                 |
| 144                  | Felix Engelhardt (GER) | 97è                  |
| 145                  | Tsgabu Grmay (ETH)     | 55è                  |
| 146                  | Jan Maas (NED)         | 86è                  |
| 147                  | Matteo Sobrero (ITA)   | 21è                  |

| Intermarché-Circus-Wanty ICW | Intermarché-Circus-Wanty ICW | Intermarché-Circus-Wanty ICW |
| ---------------------------- | ---------------------------- | ---------------------------- |
| Núm                          | Ciclista                     | Pos                          |
| 151                          | Lilian Calmejane (FRA)       | 87è                          |
| 152                          | Dries De Pooter (BEL)        | DNF                          |
| 153                          | Kobe Goossens (BEL)          | 25è                          |
| 154                          | Tom Paquot (BEL)             | 140è                         |
| 155                          | Lorenzo Rota (ITA)           | 33è                          |
| 156                          | Dion Smith (NZL)             | 120è                         |
| 157                          | Georg Zimmermann (GER)       | 116è                         |

| Cofidis COF | Cofidis COF                    | Cofidis COF |
| ----------- | ------------------------------ | ----------- |
| Núm         | Ciclista                       | Pos         |
| 161         | Jesús Herrada López (ESP)      | 31è         |
| 162         | José Herrada López (ESP)       | 84è         |
| 163         | Ion Izagirre Insausti (ESP)    | 27è         |
| 164         | Victor Lafay (FRA)             | 6è          |
| 165         | Jonathan Lastra Martínez (ESP) | 63è         |
| 166         | Guillaume Martin (FRA)         | 36è         |
| 167         | Anthony Perez (FRA)            | 103è        |

| Trek-Segafredo TFS | Trek-Segafredo TFS      | Trek-Segafredo TFS |
| ------------------ | ----------------------- | ------------------ |
| Núm                | Ciclista                | Pos                |
| 171                | Giulio Ciccone (ITA)    | 5è                 |
| 172                | Julien Bernard (FRA)    | DNF                |
| 173                | Tony Gallopin (FRA)     | 94è                |
| 174                | Markus Hoelgaard (NOR)  | DNF                |
| 175                | Mattias Skjelmose (DEN) | 2n                 |
| 176                | Juan Pedro López (ESP)  | 45è                |
| 177                | Bauke Mollema (NED)     | 62è                |

| Uno-X Pro Cycling Team UXT | Uno-X Pro Cycling Team UXT       | Uno-X Pro Cycling Team UXT |
| -------------------------- | -------------------------------- | -------------------------- |
| Núm                        | Ciclista                         | Pos                        |
| 181                        | Tobias Halland Johannessen (NOR) | 15è                        |
| 182                        | Martin Bugge Urianstad (NOR)     | 108è                       |
| 183                        | Anthon Charmig (DEN)             | 104è                       |
| 184                        | Fredrik Dversnes (NOR)           | 133è                       |
| 185                        | Anders Halland Johannessen (NOR) | 146è                       |
| 186                        | Jacob Hindsgaul Madsen (DEN)     | 128è                       |
| 187                        | Jonas Gregaard Wilsly (DEN)      | 60è                        |

| Astana Qazaqstan Team AST | Astana Qazaqstan Team AST        | Astana Qazaqstan Team AST |
| ------------------------- | -------------------------------- | ------------------------- |
| Núm                       | Ciclista                         | Pos                       |
| 191                       | Aleksei Lutsenko (KAZ)           | 49è                       |
| 192                       | Samuele Battistella (ITA)        | 105è                      |
| 193                       | David de la Cruz Melgarejo (ESP) | 76è                       |
| 194                       | Gianni Moscon (ITA)              | DNF                       |
| 195                       | Aliaksandr Rabuixenka (BLR)      | DNF                       |
| 196                       | Cristian Scaroni (ITA)           | 126è                      |
| 197                       | Simone Velasco (ITA)             | 79è                       |

| Team DSM DSM | Team DSM DSM         | Team DSM DSM |
| ------------ | -------------------- | ------------ |
| Núm          | Ciclista             | Pos          |
| 201          | Romain Bardet (FRA)  | 9è           |
| 202          | Romain Combaud (FRA) | 111è         |
| 203          | Matthew Dinham (AUS) | 39è          |
| 204          | Sean Flynn (GBR)     | DNF          |
| 205          | Leon Heinschke (GER) | 147è         |
| 206          | Tim Naberman (NED)   | DNF          |
| 207          | Oscar Onley (GBR)    | 42è          |

| Alpecin-Deceuninck ADC | Alpecin-Deceuninck ADC      | Alpecin-Deceuninck ADC |
| ---------------------- | --------------------------- | ---------------------- |
| Núm                    | Ciclista                    | Pos                    |
| 211                    | Quinten Hermans (BEL)       | 19è                    |
| 212                    | Tobias Bayer (AUT)          | 125è                   |
| 213                    | Jimmy Janssens (BEL)        | DNF                    |
| 214                    | Søren Kragh Andersen (DEN)  | 81è                    |
| 215                    | Jason Osborne (GER)         | 41è                    |
| 216                    | Robert Stannard (AUS)       | 26è                    |
| 217                    | Fabio Van den Bossche (BEL) | 137è                   |

| Equipo Kern Pharma EKP | Equipo Kern Pharma EKP           | Equipo Kern Pharma EKP |
| ---------------------- | -------------------------------- | ---------------------- |
| Núm                    | Ciclista                         | Pos                    |
| 221                    | Roger Adrià Oliveras (ESP)       | 12è                    |
| 222                    | Héctor Carretero Milla (ESP)     | DNF                    |
| 223                    | Francisco Galván Fernández (ESP) | 88è                    |
| 224                    | Raúl García Pierna (ESP)         | 143è                   |
| 225                    | Pau Miquel Delgado (ESP)         | 54è                    |
| 226                    | Ibon Ruiz (ESP)                  | DNF                    |
| 227                    | Danny van der Tuuk (NED)         | 96è                    |

| Bingoal WB BWB | Bingoal WB BWB        | Bingoal WB BWB |
| -------------- | --------------------- | -------------- |
| Núm            | Ciclista              | Pos            |
| 231            | Lennert Teugels (BEL) | 70è            |
| 232            | Alexis Guérin (FRA)   | 98è            |
| 233            | Johan Meens (BEL)     | 144è           |
| 234            | Julian Mertens (BEL)  | DNF            |
| 235            | Rémy Mertz (BEL)      | 93è            |
| 236            | Marco Tizza (ITA)     | 75è            |
| 237            | Luca Van Boven (BEL)  | 66è            |

| Burgos-BH BBH | Burgos-BH BBH                  | Burgos-BH BBH |
| ------------- | ------------------------------ | ------------- |
| Núm           | Ciclista                       | Pos           |
| 241           | Pelayo Sánchez Mayo (ESP)      | 64è           |
| 242           | Clément Alleno (FRA)           | 142è          |
| 243           | Jetse Bol (NED)                | 141è          |
| 244           | José Manuel Díaz Gallego (ESP) | 132è          |
| 245           | Alejandro Franco (ESP)         | DNF           |
| 246           | Victor Langellotti (MON)       | 35è           |
| 247           | Ander Okamika (ESP)            | 44è           |

| Israel-Premier Tech IPT | Israel-Premier Tech IPT | Israel-Premier Tech IPT |
| ----------------------- | ----------------------- | ----------------------- |
| Núm                     | Ciclista                | Pos                     |
| 1                       | Michael Woods (CAN)     | 4t                      |
| 2                       | Guillaume Boivin (CAN)  | 131è                    |
| 3                       | Simon Clarke (AUS)      | 82è                     |
| 4                       | Hugo Houle (CAN)        | DNF                     |
| 5                       | Daryl Impey (RSA)       | 129è                    |
| 6                       | Krists Neilands (LAT)   | 139è                    |
| 7                       | Nick Schultz (AUS)      | 110è                    |

| Movistar Team MOV | Movistar Team MOV               | Movistar Team MOV |
| ----------------- | ------------------------------- | ----------------- |
| Núm               | Ciclista                        | Pos               |
| 11                | Enric Mas Nicolau (ESP)         | 17è               |
| 12                | Ruben Guerreiro (POR)           | 30è               |
| 13                | Alexander Aranburu Deba (ESP)   | 13è               |
| 14                | Jorge Arcas (ESP)               | 89è               |
| 15                | Gorka Izagirre Insausti (ESP)   | 85è               |
| 16                | José Joaquín Rojas Gil (ESP)    | 127è              |
| 17                | Gonzalo Serrano Rodríguez (ESP) | 52è               |

| Bora-Hansgrohe BOH | Bora-Hansgrohe BOH          | Bora-Hansgrohe BOH |
| ------------------ | --------------------------- | ------------------ |
| Núm                | Ciclista                    | Pos                |
| 21                 | Sergio Higuita García (COL) | 77è                |
| 22                 | Giovanni Aleotti (ITA)      | 92è                |
| 23                 | Nico Denz (GER)             | 67è                |
| 24                 | Patrick Gamper (AUT)        | 136è               |
| 25                 | Jai Hindley (AUS)           | NP                 |
| 26                 | Ide Schelling (NED)         | DNF                |
| 27                 | Ben Zwiehoff (GER)          | 117è               |

| Soudal Quick-Step SOQ | Soudal Quick-Step SOQ | Soudal Quick-Step SOQ |
| --------------------- | --------------------- | --------------------- |
| Núm                   | Ciclista              | Pos                   |
| 31                    | Andrea Bagioli (ITA)  | 38è                   |
| 32                    | Dries Devenyns (BEL)  | 102è                  |
| 33                    | James Knox (GBR)      | 40è                   |
| 34                    | Mauro Schmid (SUI)    | 16è                   |
| 35                    | Pieter Serry (BEL)    | 57è                   |
| 36                    | Ilan Van Wilder (BEL) | 14è                   |
| 37                    | Louis Vervaeke (BEL)  | 74è                   |

| Lotto Dstny LTD | Lotto Dstny LTD               | Lotto Dstny LTD |
| --------------- | ----------------------------- | --------------- |
| Núm             | Ciclista                      | Pos             |
| 41              | Maxim Van Gils (BEL)          | 8è              |
| 42              | Pascal Eenkhoorn (NED) (ruta) | 121è            |
| 43              | Andreas Kron (DEN)            | 101è            |
| 44              | Sylvain Moniquet (BEL)        | 50è             |
| 45              | Mathijs Paasschens (NED)      | 100è            |
| 46              | Harry Sweeny (AUS)            | 123è            |
| 47              | Lennert Van Eetvelt (BEL)     | 22è             |

| Ineos Grenadiers IGD | Ineos Grenadiers IGD        | Ineos Grenadiers IGD |
| -------------------- | --------------------------- | -------------------- |
| Núm                  | Ciclista                    | Pos                  |
| 51                   | Thomas Pidcock (GBR)        | 18è                  |
| 52                   | Omar Fraile Matarranz (ESP) | 83è                  |
| 53                   | Michał Kwiatkowski (POL)    | 115è                 |
| 54                   | Magnus Sheffield (USA)      | 58è                  |
| 55                   | Connor Swift (GBR)          | 134è                 |
| 56                   | Joshua Tarling (GBR)        | DNF                  |
| 57                   | Cameron Wurf (AUS)          | DNF                  |

| Bahrain Victorious TBV | Bahrain Victorious TBV              | Bahrain Victorious TBV |
| ---------------------- | ----------------------------------- | ---------------------- |
| Núm                    | Ciclista                            | Pos                    |
| 61                     | Mikel Landa Meana (ESP)             | 3r                     |
| 62                     | Peio Bilbao López de Armentia (ESP) | 91è                    |
| 63                     | Filip Maciejuk (POL)                | DNF                    |
| 64                     | Gino Mäder (SUI)                    | 34è                    |
| 65                     | Fran Miholjević (CRO)               | DNF                    |
| 66                     | Matej Mohorič (SLO)                 | 23è                    |
| 67                     | Wout Poels (NED)                    | 47è                    |

| EF Education-EasyPost EFE | EF Education-EasyPost EFE         | EF Education-EasyPost EFE |
| ------------------------- | --------------------------------- | ------------------------- |
| Núm                       | Ciclista                          | Pos                       |
| 71                        | Ben Healy (IRL)                   | 32è                       |
| 72                        | Andrey Amador Bikkazakova (CRC)   | 135è                      |
| 73                        | Esteban Chaves Rubio (COL) (ruta) | 20è                       |
| 74                        | Andrea Piccolo (ITA)              | 109è                      |
| 75                        | Neilson Powless (USA)             | DNF                       |
| 76                        | Sean Quinn (USA)                  | 114è                      |
| 77                        | James Shaw (GBR)                  | DNF                       |

| Groupama-FDJ GFC | Groupama-FDJ GFC        | Groupama-FDJ GFC |
| ---------------- | ----------------------- | ---------------- |
| Núm              | Ciclista                | Pos              |
| 81               | David Gaudu (FRA)       | DNF              |
| 82               | Kevin Geniets (LUX)     | 124è             |
| 83               | Mathieu Ladagnous (FRA) | DNF              |
| 84               | Valentin Madouas (FRA)  | 24è              |
| 85               | Rudy Molard (FRA)       | 37è              |
| 86               | Quentin Pacher (FRA)    | 46è              |
| 87               | Lars van den Berg (NED) | 73è              |

| Arkéa-Samsic ARK | Arkéa-Samsic ARK          | Arkéa-Samsic ARK |
| ---------------- | ------------------------- | ---------------- |
| Núm              | Ciclista                  | Pos              |
| 91               | Warren Barguil (FRA)      | 10è              |
| 92               | Louis Barré (FRA)         | 48è              |
| 93               | Clément Champoussin (FRA) | 69è              |
| 94               | Anthony Delaplace (FRA)   | 95è              |
| 95               | Simon Guglielmi (FRA)     | 72è              |
| 96               | Mathis Le Berre (FRA)     | 107è             |
| 97               | Łukasz Owsian (POL)       | 106è             |

| TotalEnergies TEN | TotalEnergies TEN        | TotalEnergies TEN |
| ----------------- | ------------------------ | ----------------- |
| Núm               | Ciclista                 | Pos               |
| 101               | Fabien Grellier (FRA)    | 130è              |
| 102               | Thomas Bonnet (FRA)      | 68è               |
| 103               | Mathieu Burgaudeau (FRA) | 28è               |
| 104               | Valentin Ferron (FRA)    | 51è               |
| 105               | Alan Jousseaume (FRA)    | 61è               |
| 106               | Paul Ourselin (FRA)      | 65è               |
| 107               | Mattéo Vercher (FRA)     | 145è              |

| Jumbo-Visma TJV | Jumbo-Visma TJV            | Jumbo-Visma TJV |
| --------------- | -------------------------- | --------------- |
| Núm             | Ciclista                   | Pos             |
| 111             | Tiesj Benoot (BEL)         | 7è              |
| 112             | Lennard Hofstede (NED)     | DNF             |
| 113             | Gijs Leemreize (NED)       | 122è            |
| 114             | Sam Oomen (NED)            | 59è             |
| 115             | Attila Valter (HUN) (ruta) | 11è             |
| 116             | Tosh Van der Sande (BEL)   | 99è             |
| 117             | Jos van Emden (NED)        | 90è             |

| UAE Team Emirates UAD | UAE Team Emirates UAD            | UAE Team Emirates UAD |
| --------------------- | -------------------------------- | --------------------- |
| Núm                   | Ciclista                         | Pos                   |
| 121                   | Tadej Pogačar (SLO)              | 1r                    |
| 122                   | George Bennett (NZL)             | 112è                  |
| 123                   | Felix Großschartner (AUT) (ruta) | 119è                  |
| 124                   | Marc Hirschi (SUI)               | 80è                   |
| 125                   | Vegard Stake Laengen (NOR)       | DNF                   |
| 126                   | Diego Ulissi (ITA)               | 71è                   |
| 127                   | Michael Vink (NZL)               | DNF                   |

| AG2R Citroën Team ACT | AG2R Citroën Team ACT   | AG2R Citroën Team ACT |
| --------------------- | ----------------------- | --------------------- |
| Núm                   | Ciclista                | Pos                   |
| 131                   | Benoît Cosnefroy (FRA)  | NP                    |
| 132                   | Alex Baudin (FRA)       | 29è                   |
| 133                   | Mikaël Cherel (FRA)     | 43è                   |
| 134                   | Lawrence Naesen (BEL)   | DNF                   |
| 135                   | Michael Schär (SUI)     | 118è                  |
| 136                   | Bastien Tronchon (FRA)  | 78è                   |
| 137                   | Lawrence Warbasse (USA) | 53è                   |

| Team Jayco AlUla JAY | Team Jayco AlUla JAY   | Team Jayco AlUla JAY |
| -------------------- | ---------------------- | -------------------- |
| Núm                  | Ciclista               | Pos                  |
| 141                  | Lawson Craddock (USA)  | 113è                 |
| 142                  | Alexandre Balmer (SUI) | 56è                  |
| 143                  | Kevin Colleoni (ITA)   | 138è                 |
| 144                  | Felix Engelhardt (GER) | 97è                  |
| 145                  | Tsgabu Grmay (ETH)     | 55è                  |
| 146                  | Jan Maas (NED)         | 86è                  |
| 147                  | Matteo Sobrero (ITA)   | 21è                  |

| Intermarché-Circus-Wanty ICW | Intermarché-Circus-Wanty ICW | Intermarché-Circus-Wanty ICW |
| ---------------------------- | ---------------------------- | ---------------------------- |
| Núm                          | Ciclista                     | Pos                          |
| 151                          | Lilian Calmejane (FRA)       | 87è                          |
| 152                          | Dries De Pooter (BEL)        | DNF                          |
| 153                          | Kobe Goossens (BEL)          | 25è                          |
| 154                          | Tom Paquot (BEL)             | 140è                         |
| 155                          | Lorenzo Rota (ITA)           | 33è                          |
| 156                          | Dion Smith (NZL)             | 120è                         |
| 157                          | Georg Zimmermann (GER)       | 116è                         |

| Cofidis COF | Cofidis COF                    | Cofidis COF |
| ----------- | ------------------------------ | ----------- |
| Núm         | Ciclista                       | Pos         |
| 161         | Jesús Herrada López (ESP)      | 31è         |
| 162         | José Herrada López (ESP)       | 84è         |
| 163         | Ion Izagirre Insausti (ESP)    | 27è         |
| 164         | Victor Lafay (FRA)             | 6è          |
| 165         | Jonathan Lastra Martínez (ESP) | 63è         |
| 166         | Guillaume Martin (FRA)         | 36è         |
| 167         | Anthony Perez (FRA)            | 103è        |

| Trek-Segafredo TFS | Trek-Segafredo TFS      | Trek-Segafredo TFS |
| ------------------ | ----------------------- | ------------------ |
| Núm                | Ciclista                | Pos                |
| 171                | Giulio Ciccone (ITA)    | 5è                 |
| 172                | Julien Bernard (FRA)    | DNF                |
| 173                | Tony Gallopin (FRA)     | 94è                |
| 174                | Markus Hoelgaard (NOR)  | DNF                |
| 175                | Mattias Skjelmose (DEN) | 2n                 |
| 176                | Juan Pedro López (ESP)  | 45è                |
| 177                | Bauke Mollema (NED)     | 62è                |

| Uno-X Pro Cycling Team UXT | Uno-X Pro Cycling Team UXT       | Uno-X Pro Cycling Team UXT |
| -------------------------- | -------------------------------- | -------------------------- |
| Núm                        | Ciclista                         | Pos                        |
| 181                        | Tobias Halland Johannessen (NOR) | 15è                        |
| 182                        | Martin Bugge Urianstad (NOR)     | 108è                       |
| 183                        | Anthon Charmig (DEN)             | 104è                       |
| 184                        | Fredrik Dversnes (NOR)           | 133è                       |
| 185                        | Anders Halland Johannessen (NOR) | 146è                       |
| 186                        | Jacob Hindsgaul Madsen (DEN)     | 128è                       |
| 187                        | Jonas Gregaard Wilsly (DEN)      | 60è                        |

| Astana Qazaqstan Team AST | Astana Qazaqstan Team AST        | Astana Qazaqstan Team AST |
| ------------------------- | -------------------------------- | ------------------------- |
| Núm                       | Ciclista                         | Pos                       |
| 191                       | Aleksei Lutsenko (KAZ)           | 49è                       |
| 192                       | Samuele Battistella (ITA)        | 105è                      |
| 193                       | David de la Cruz Melgarejo (ESP) | 76è                       |
| 194                       | Gianni Moscon (ITA)              | DNF                       |
| 195                       | Aliaksandr Rabuixenka (BLR)      | DNF                       |
| 196                       | Cristian Scaroni (ITA)           | 126è                      |
| 197                       | Simone Velasco (ITA)             | 79è                       |

| Team DSM DSM | Team DSM DSM         | Team DSM DSM |
| ------------ | -------------------- | ------------ |
| Núm          | Ciclista             | Pos          |
| 201          | Romain Bardet (FRA)  | 9è           |
| 202          | Romain Combaud (FRA) | 111è         |
| 203          | Matthew Dinham (AUS) | 39è          |
| 204          | Sean Flynn (GBR)     | DNF          |
| 205          | Leon Heinschke (GER) | 147è         |
| 206          | Tim Naberman (NED)   | DNF          |
| 207          | Oscar Onley (GBR)    | 42è          |

| Alpecin-Deceuninck ADC | Alpecin-Deceuninck ADC      | Alpecin-Deceuninck ADC |
| ---------------------- | --------------------------- | ---------------------- |
| Núm                    | Ciclista                    | Pos                    |
| 211                    | Quinten Hermans (BEL)       | 19è                    |
| 212                    | Tobias Bayer (AUT)          | 125è                   |
| 213                    | Jimmy Janssens (BEL)        | DNF                    |
| 214                    | Søren Kragh Andersen (DEN)  | 81è                    |
| 215                    | Jason Osborne (GER)         | 41è                    |
| 216                    | Robert Stannard (AUS)       | 26è                    |
| 217                    | Fabio Van den Bossche (BEL) | 137è                   |

| Equipo Kern Pharma EKP | Equipo Kern Pharma EKP           | Equipo Kern Pharma EKP |
| ---------------------- | -------------------------------- | ---------------------- |
| Núm                    | Ciclista                         | Pos                    |
| 221                    | Roger Adrià Oliveras (ESP)       | 12è                    |
| 222                    | Héctor Carretero Milla (ESP)     | DNF                    |
| 223                    | Francisco Galván Fernández (ESP) | 88è                    |
| 224                    | Raúl García Pierna (ESP)         | 143è                   |
| 225                    | Pau Miquel Delgado (ESP)         | 54è                    |
| 226                    | Ibon Ruiz (ESP)                  | DNF                    |
| 227                    | Danny van der Tuuk (NED)         | 96è                    |

| Bingoal WB BWB | Bingoal WB BWB        | Bingoal WB BWB |
| -------------- | --------------------- | -------------- |
| Núm            | Ciclista              | Pos            |
| 231            | Lennert Teugels (BEL) | 70è            |
| 232            | Alexis Guérin (FRA)   | 98è            |
| 233            | Johan Meens (BEL)     | 144è           |
| 234            | Julian Mertens (BEL)  | DNF            |
| 235            | Rémy Mertz (BEL)      | 93è            |
| 236            | Marco Tizza (ITA)     | 75è            |
| 237            | Luca Van Boven (BEL)  | 66è            |

| Burgos-BH BBH | Burgos-BH BBH                  | Burgos-BH BBH |
| ------------- | ------------------------------ | ------------- |
| Núm           | Ciclista                       | Pos           |
| 241           | Pelayo Sánchez Mayo (ESP)      | 64è           |
| 242           | Clément Alleno (FRA)           | 142è          |
| 243           | Jetse Bol (NED)                | 141è          |
| 244           | José Manuel Díaz Gallego (ESP) | 132è          |
| 245           | Alejandro Franco (ESP)         | DNF           |
| 246           | Victor Langellotti (MON)       | 35è           |
| 247           | Ander Okamika (ESP)            | 44è           |